# Rabki
Rabki – dawny folwark. Tereny na których leżał znajdują się obecnie na Białorusi, w obwodzie mińskim, w rejonie miadzielskim, w sielsowiecie Narocz.

## Historia
W czasach zaborów wieś w granicach Imperium Rosyjskiego.
W dwudziestoleciu międzywojennym folwark leżał w Polsce, w województwie wileńskim, w powiecie duniłowickim (od 1926 postawskim), w gminie Miadzioł, a następnie w gminie Kobylnik.
Powszechny Spis Ludności z 1921 roku nie podał danych dotyczących miejscowości. W 1931 w 1 domu zamieszkiwało 11 osób.
Wierni należeli do parafii rzymskokatolickiej i prawosławnej w Kobylniku. Miejscowość podlegała pod Sąd Grodzki w Miadziole i Okręgowy w Wilnie; właściwy urząd pocztowy mieścił się w Kobylniku.
W 1938 roku miejscowość należała do gromady Czerewki gminy Kobylnik.